# Бруннерові залози
Брунне́рові за́лози — трубчасті дуоденальні залози, які відкриваються β-крипти. Їх сік є густою безбарвною рідиною слаболужної реакції, основними компонентами якої є муцин та пепсиноподібний фермент. Він виробляється в неактивній формі й активується соляною кислотою. Секреція бруннерових залоз посилюється під час вживання їжі, а також при місцевому хімічному та механічному подразненні.